# Míriam (hermana de Moisés y Aarón)
Míriam (también traducido como María) fue una profetisa y cantora de Israel, hija de Amram y Iojebed, hermana mayor de Aarón y de Moisés.
Vivió en el período en que los israelitas vivían en Egipto como esclavos y el faraón había decidido matar a todos los hijos varones que nacieran. 
Habiendo estado embarazada, Iojebed, dio a luz a Moisés y, para protegerlo, intentó mantenerlo escondido, pero, no pudiendo ocultar más al recién nacido, por miedo a que lo delataran los llantos y toda la familia muriera, "tomó una arquilla de juncos y la calafateó con asfalto y brea, y colocó en ella al niño y lo puso en un carrizal a la orilla del río" (Éxodo 2:3-4). Miriam siguió la canastilla para ver que el recién nacido estuviera a salvo. 
La canasta fue encontrada por la hija del faraón, que al verlo, decidió adoptarlo. Míriam salió de su escondite, para decirle que le traería a una mujer que le diera pecho al bebé, enviándole a su propia madre. Al niño lo llamaron Moisés.
Según el relato bíblico fue ella quien, a pesar de su edad avanzada, inició las danzas y los cantos para dar gracias a Dios por el milagroso paso del mar Rojo que permitió al pueblo de Israel escapar de Egipto. Míriam se encontraba a la cabeza de las mujeres del pueblo de Israel.

## En el texto bíblico
- Éxodo 15:20-21
- Números 12
- Miqueas 6:4